# Международный союз по приполярной медицине
Международный союз по приполярной медицине (англ. International Union of Circumpolar Health) является международной неправительственной организацией. Коллективными членами организации являются:
- Американское общество по приполярной медицине (American Society for Circumpolar Health);
- Канадское общество по приполярной медицине (Canadian Society for Circumpolar Health);
- Датское / Гренландское общество по приполярной медицине (Danish/Greenlandic Society for Circumpolar Health);
- Северное общество по приполярной медицине (Nordic Society for Circumpolar Health);
- Сибирское отделение РАМН.

Международный союз по приполярной медицине был создан на 5-м Международном конгрессе по приполярной медицине в 1981 году в Копенгагене (Дания).
Целью Международного союза по приполярной медицине являются:
1.	Содействие международному сотрудничеству в области приполярной медицины;
2.	Поощрение и поддержка научных исследований, обмена научной информацией в области приполярной медицины;
3.	Содействие и пропаганда достижений приполярной медицины;
4.	Содействие в установлении контактов научных учреждений по проблемам приполярного здравоохранения;
5.	Поощрение и стимулирование участие коренного населения в охране здоровья населения приполярных регионов.

## Примечание
1. ↑  International Union of Circumpolar Health. Дата обращения: 8 января 2011. Архивировано из оригинала 16 ноября 2010 года.